# مالامین کونه
مالامین کونه (انگلیسی: Malamine Koné؛ زادهٔ ۲۱ دسامبر ۱۹۷۱) طراح مد، بوکسور، کارآفرین و اهالی کسب‌وکار اهل مالی است، که در سال ۱۹۹۹ شرکت تجهیزات ورزشی ایرنس را تأسیس کرد.